# Мидделбург
Ми́дделбург (нидерл. Middelburg, МФА: [ˈmɪdəlbʏrx]) — город в юго-западной части Нидерландов на острове Валхерен, столица провинции Зеландия и административный центр общины Мидделбург. Бывший город-крепость, расположен на Валхеренском канале.

## История
Мидделбург в конце XVI века был одним из наиболее значительных городов Нидерландов и центром стеклодувного дела. В 1581 году здесь была открыта первая стеклодувная печь в Северных Нидерландах, имени мастера Говарта ван дер Хаегена. Начиная с 1590 года, в Мидделбурге стали распространяться новые итальянские технологии изготовления стекла. Их совершенствование в конце концов и привело к созданию мидделбургским ремесленником Липперсгеем нового оптического прибора — телескопа. В начале Второй мировой город был сильно разрушен немецкими войсками.
В Мидделбурге родились Исаак Бекман, один из первооткрывателей инерции, моряк Якоб Роггевен, открывший остров Пасхи и  Даниэль де Блик, художник Золотого века Нидерландов.
- Дома на набережной
- Готическая ратуша на рыночной площади

## Учебные заведения
С 2004 года в городе имеется филиал Утрехтского университета, называемый Академия Рузвельта (англ. Roosevelt Academy) и находящийся в бывшей ратуше. В здании бывшего аббатства находится Центр изучения Рузвельта(англ. Roosevelt Study Center)